# Andrée A. Michaud

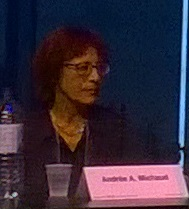
Andrée A. Michaud (2017)

Andrée A. Michaud (* 12. November 1957 in Saint-Sébastien, Le Granit) ist eine kanadische Schriftstellerin.

## Leben und Schaffen
Michaud schloss ihre Studien der Philosophie, Filmwissenschaft und Linguistik an der Université Laval mit einem Bachelor ab. Danach arbeitete sie mehrere Jahre in einer filmgeschichtlichen Forschungsgruppe. 1986 schloss sie ihr Studium der Literaturwissenschaft an der Université du Québec à Montréal mit einem Master ab.

1987 erschien ihr erster Roman La femme de Sath. Die multimediale Produktion Un paysage / Eine Landschaft / A Landscape (1996–2000) des künstlerischen Kooperationsprojekts Recto-Verso (Québec) verband Heiner Müllers Bildbeschreibung (1984) mit Texten von Michaud. Für Recto-Versos Cette petite chose (1997) lieferte sie ebenfalls die Textgrundlage.

2001 wurde Michaud für Le ravissement mit dem Prix du Gouverneur général pour romans et nouvelles de langue française ausgezeichnet. Ihr Roman Mirror Lake (2006) wurde 2013 von Erik Canuel als Lac Mystère verfilmt. 2014 erhielt sie für den Kriminalroman Bondrée ihren zweiten Prix du Gouverneur général.

## Werke
Romane
- La femme de Sath. Montréal: Éditions Québec Amérique, 1987 ISBN 2-89037-330-4.
- Portraits d’après modèles. Montréal: Leméac Éditeur, 1991 ISBN 978-2-7609-3140-4.
- Alias Charlie. Montréal: Leméac Éditeur, 1994 ISBN 978-2-7609-3161-9.
- Les derniers Jours de Noah Eisenbaum. Québec: Les éditions de L’instant même, 1998 ISBN 978-2-89502-108-7.
- Le ravissement, Québec: Les éditions de L’instant même, 2001 ISBN 978-2-89502-175-9.
- Le Pendu de Trempes, Montréal: Les Éditions Québec Amérique, 2004 ISBN 978-2-7644-0376-1.
- Mirror Lake, Montréal: Les Éditions Québec Amérique, 2006 ISBN 978-2-7644-0510-9.
- Lazy Bird, Montréal: Québec Amérique, 2009 ISBN 978-2-7644-0652-6.
- Rivière Tremblante, Montréal: Les Éditions Québec Amérique, 2011 ISBN 978-2-7644-0952-7.
- Bondrée, Montréal: Éditions Québec-Amérique, 2013 ISBN 978-2-7644-2505-3.

Bühnenstücke
- Un paysage / Eine Landschaft / A Landscape. Recto-Verso, 1996 (mit Text von Heiner Müller).
- Cette petite chose. Recto-Verso, 1997.

## Preise
- 2001 Prix du Gouverneur général pour romans et nouvelles für Le ravissement
- 2001 Prix littéraire des collégiennes et des collégiens für Le ravissement
- 2007 Prix Ringuet für Mirror Lake
- 2014 Prix Saint-Pacôme du roman policier für Bondrée
- 2014 Prix du Gouverneur général pour romans et nouvelles für Bondrée
- 2015 Prix Arthur Ellis für Bondrée[5]